# Oxytropis triflora
Oxytropis triflora là một loài thực vật có hoa trong họ Đậu. Loài này được Hoppe miêu tả khoa học đầu tiên.